# Vikingfjord

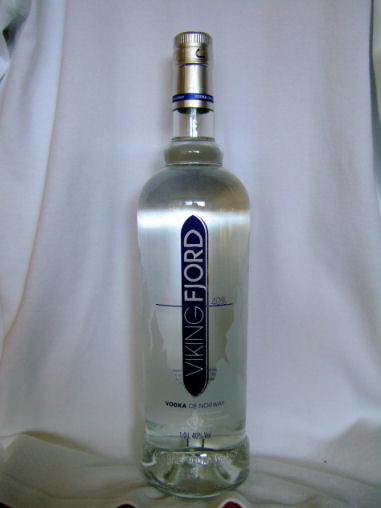
Пляшка горілки «Vikingfjord»

«Vikingfjord» — марка горілки, яка виготовляється з картоплі норвезькою компанією «Arcus AS». В процесі виробництва використовується тала вода із льодовика «Йостедаль» на південному заході Норвегії. Перш ніж потрапити до споживача горілка проходить п'ятиступеневий процес ректифікації.
Горілка «Vikingfjord» продається в Норвегії, Швеції, Данії, Фінляндії, Естонії, Німеччині, Канаді та США. Марка «Vikingfjord» нагороджена золотою медаллю на Всесвітньому конкурсі спиртних напоїв у Сан-Франциско 2006 року в категорії «Не ароматизована горілка» до 40 %, а також здобула найвищу нагороду на «International Wine and Spirit Competition» у Лондоні та International Spirits Challenge.

## Історія
Компанія «Vikingfjord» була заснована у 1985 році завдяки партнерству між норвезькою державною монополією «Vinmonopolet» та американською компанією-постачальником «Heublein». В 1986 році Heublein придбав мережу Grand Metropolitan, яка займалася розповсюдженням ряду відомих горілчаних марок. Через кілька місяців «Heublein» припинив маркетинг «Vikingfjord».
Керівництво компанії «Vinmonopolet» вирішило сконцентруватися на своєму внутрішньому ринку і в 1986 році розпочався випуск горілки преміум класу «Viking Fjord». Через чотири роки після виходу на норвезький ринок арт-агентство «Grid» взялося за розробку нового дизайну пляшки. Саме в цей час назва продукту змінюється на «Vikingfjord». Цей маркетинговий хід сприяє зростанню популярності горілки. Того ж року приватна компанія «Arcus AS», яка зайнялася виробництвом та дистрибуцією, вирішила розпочати нову експансію на світові ринки. У 2001 році марка «Vikingfjord» повернулася до США і на цей раз значно успішніше.
З тих пір «Vikingfjord» отримала кілька найвищих нагород на міжнародних змаганнях та є найпопулярнішою горілкою в Норвегії. На початку 2007 року до асортименту були додані три ароматизовані горілки: чорнична, яблучна та цитрусова, які вже в наступному році отримали призові місця на Міжнародному конкурсі "Wine & Spirit та The International Spirit Challeng